# Goreljce
Goreljce so naselje v Občini Radece.